# 駐車監視員

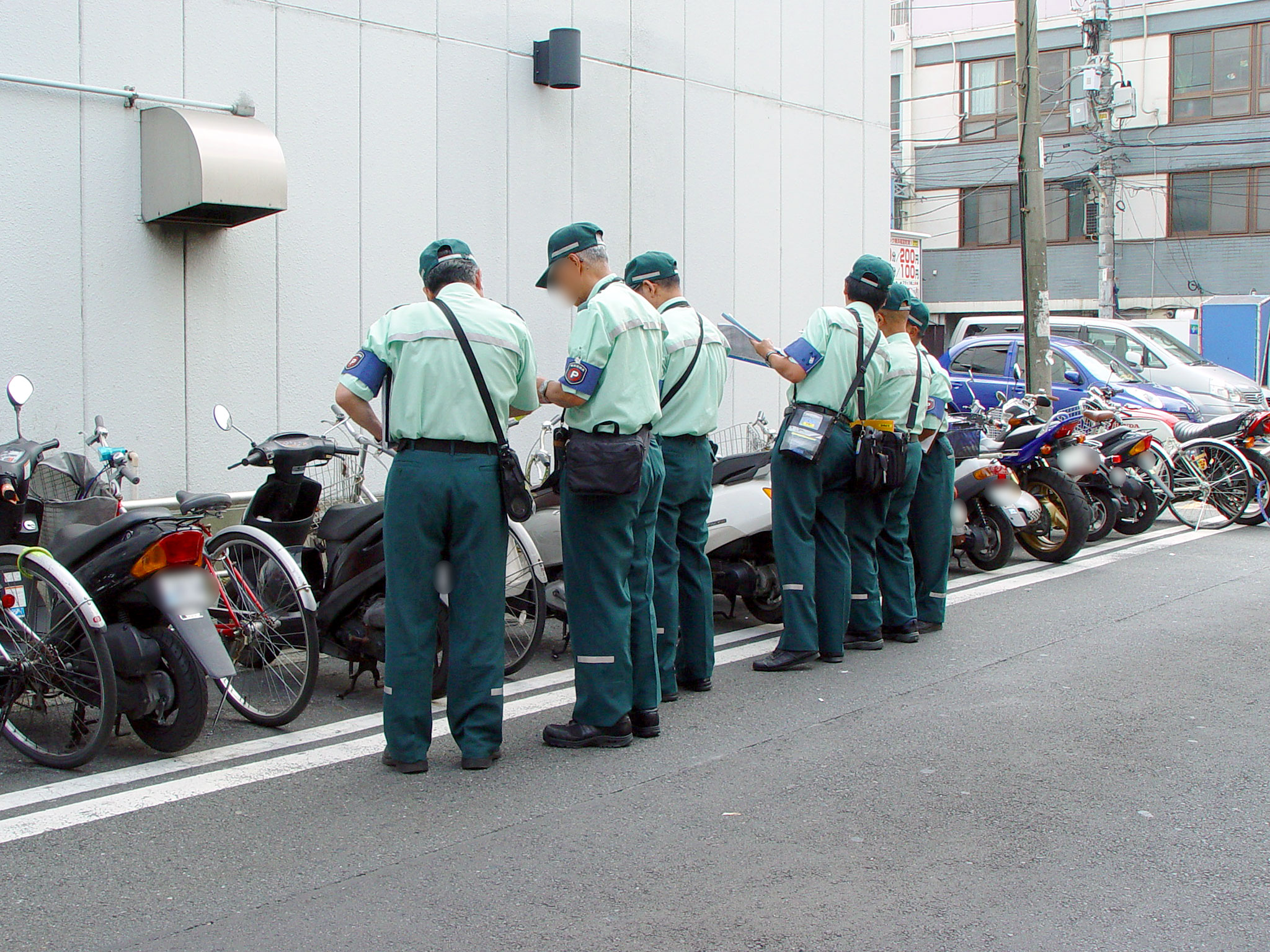
放置車両の確認を行う駐車監視員

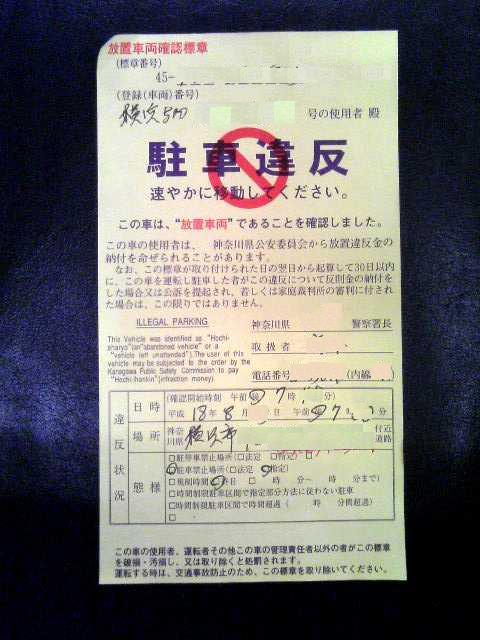
放置駐車確認標章

駐車監視員（ちゅうしゃかんしいん）とは、放置車両確認事務の業務を委託された、民間法人の従業員を言う。警察署長から放置車両確認事務を受託した法人を「放置車両確認機関」と言う。
放置車両確認機関に従事する役員・駐車監視員は「みなし公務員」（公務員ではないが、業務遂行中は公務員とみなす）として扱われ、秘密を保持する義務（守秘義務）が課され、また車両所有者・運転者の反抗から保護される権利を持つ。具体的には、駐車監視員へ暴行や脅迫を図った場合は公務執行妨害罪が成立し、また金品の授受により贈収賄罪が成立する。
駐車監視員となるには、講習を受講し修了考査を受ける駐車監視員資格者講習による方法と、一定の経歴に基づいて認定考査を受ける駐車監視員資格同等認定審査とがある。共に考査に合格した後に審査を経て資格者証を得る必要がある。

## 概要
日本では2006年6月の道路交通法の改正によって、違法駐車対策の強化のため、使用者責任の放置違反金制度の新設、放置車両確認事務等の違法駐車対策の推進を図るための規定が整備された。その一環として、放置車両確認事務の業務が民間法人に開放され、警察署長が公安委員会に法人登録した法人への業務委託が可能になった。
各都道府県の警察本部（警視庁を含む）の実施する駐車監視員資格者講習の修了者、又は交通取締事務経験者で、修了考査又は認定考査に合格した者のうち、駐車監視員資格者認定要件を満たし、都道府県公安委員会が道路交通法51条の13で定めた資格要件を満たした者に交付される「駐車監視員資格者証」を保有し、放置車両確認機関（放置車両確認事務受託法人）に従事し、放置車両確認事務を遂行する者を駐車監視員と言う。
駐車監視員は駐車違反の「取締り」は行わず、放置車両の確認及び確認標章の取付けを行い、警察署長に放置車両の状況を報告するにとどまる。所有者に対する放置違反金納付命令や、違反者が出頭した場合の交通反則切符の作成・交付等は、従来と同じく警察官が行う。
駐車監視員の制服は、警察庁が全国統一しており、ペパーミントグリーン地にモスグリーンの肩章を入れたブルゾン又はワイシャツ型上着に、モスグリーンのスラックスを用い、駐車監視員用記章付帽子と記章付腕章が警視庁や警察本部から貸与される。制服が緑色から『ミドリムシ』と呼ばれている。

## 駐車監視員資格者講習
資格者講習を受講し修了考査に合格し、修了証を得て資格者証を申請する手順。申請した後にさらに審査がある。
各都道府県によって差があるが、考査受検費用を含めた受講費用は概ね20000円。この他に資格者証交付にも費用として概ね9000円が必要。各都道府県の収入証紙にて納付する。

### 受講資格
以下の者は受講資格が無い。
- 18歳未満の者。
- 集団的に、又は常習的に暴力的不法行為その他の罪に当たる行為を行うおそれがあると認めるに足る相当な理由のある者。
- アルコール、麻薬、大麻、あへん又は覚せい剤の中毒者。

### 講習
- 各都道府県によって時期は違うが、年度ごとに1回以上実施される。
- テキストによる講義2日（14時間）と修了考査（講習終了後約1週間後）1時間の計3日（15時間）で行われる。
- テキストは、東京法令出版発行の「駐車監視員資格者必携」（駐車対策研究会著）を用いて行われる。この他、視聴覚教材（プレゼンテーションソフト等）を用いて行われる。
- テキスト概要（内容は2006年現在）
  1. 駐車対策に取り組む交通警察
  2. 違法駐車取締りのための仕組み
  3. 放置車両の確認事務に必要な基礎知識（1）
  4. 放置車両の確認事務に必要な基礎知識（2）
  5. 放置車両の確認・標章取付けの実施要領
  6. 駐車監視員の責任
  7. 資料編
- 修了考査に合格しなかった場合、講習を再度受講しないと考査を受検できない。

## 駐車監視員資格同等認定審査
駐車監視員資格者講習修了者と同等以上の技能や知識を有する者を対象に行われる。講習等は必要ないが、経歴による受検資格を満たす必要がある。合格した後に資格者証を申請するのは資格者講習と同じ。
各都道府県によって差があるが、考査受検費用は概ね4500円。この他に資格者証交付にも費用として概ね9000円が必要。各都道府県の証紙にて納入する。

### 受検資格
1. 道路交通関係法令の規定の違反の取締りに関する事務に従事した期間が通算して3年以上である者
2. 確認事務における管理的又は監督的地位にあった期間が通算して5年以上である者
3. 前1及び2に掲げる者と同等以上の経歴を有する者

## 業務内容

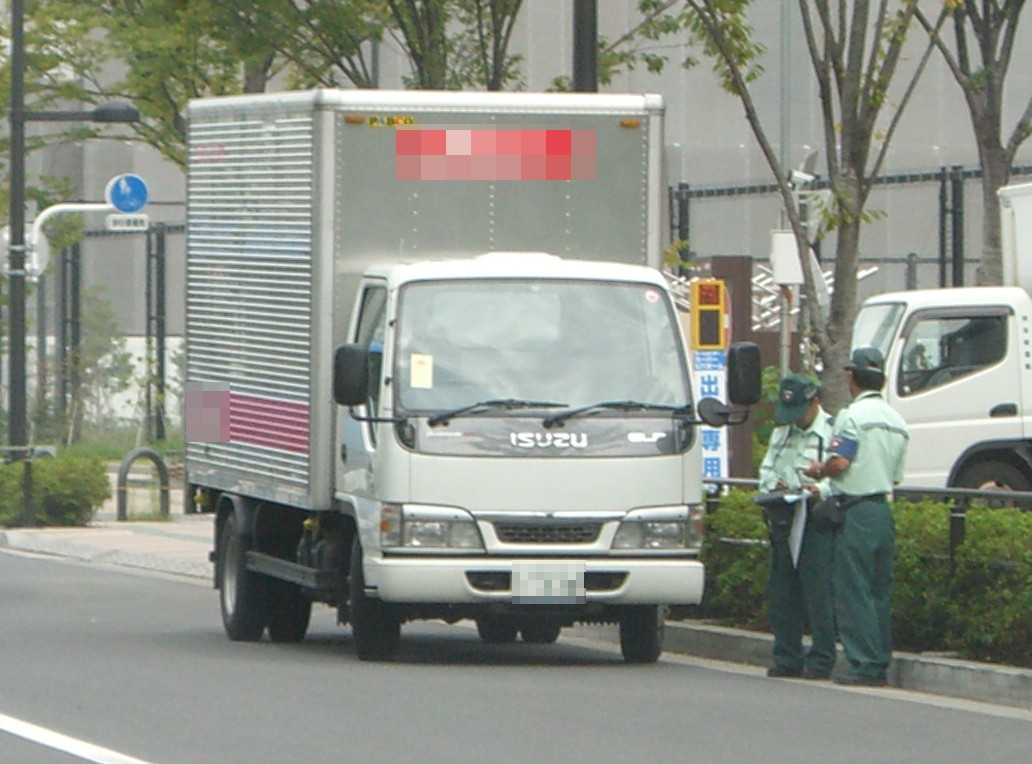
確認標章の取り付けを行う様子
（2006年、東京都内にて撮影）

駐車監視員は2人以上が1組で、警察署長が公示する取り締まりガイドライン（取り締まり活動方針、重点路線、重点地域・重点時間帯等）に沿って監視活動を行う。従来のような時間的余裕は置かずに確認作業を行い、放置駐車違反と現認すれば直ちに車番撮影・確認標章の取付を行う。対象車両は放置駐車違反のみであり、車両に人が乗っている単なる停車違反は確認標章の取り付けができないため、先ず車内に人の存在の有無の確認作業から行う。
駐車監視員は、放置車両の確認事務を専門に行う民間法人の社員である。違反確認台数のノルマなどはない。定められた時間内はほぼ毎日（20日/月以上、都道府県により差はある）巡回を行う。夜間も同様。
駐車監視員は、みなし公務員として扱われる。従って放置車両の確認事務に因縁をつけるなど実力で妨害をした場合には、公務執行妨害罪等で罰せられる。また駐車監視員は「みなし公務員」として扱われるため、業務を請け負う会社に社員として所属する必要があり、個人的なアルバイトとしての就業は困難である。定年については業務を請け負う会社の規定によって異なる。
駐車監視員は、交通反則切符を切ることはなく、またいきなり確認標章を取り付けることもない。駐車車両の違反態様（法定又は指定駐車違反）を判断し、駐車規制適用除外車両でないことを確認し、当該車両の具体的違反状況をメジャー等で測定・記録し、違反車両の状況及びナンバープレート等を撮影し、確認標章を取り付ける。

## テレビ番組
- 日経スペシャル ガイアの夜明け 「迷惑駐車は消えたか～ママさん監視員の１ヵ月～」（2006年7月11日、テレビ東京）[2]。- 駐車違反監視制度を取材。